# Nauclea orientalis
Nauclea orientalis är en måreväxtart som först beskrevs av Carl von Linné, och fick sitt nu gällande namn av Carl von Linné. Nauclea orientalis ingår i släktet Nauclea och familjen måreväxter. Inga underarter finns listade i Catalogue of Life.